# Liste des châteaux du Cher
Cet article recense de manière non exhaustive les châteaux (*) et demeures (*) situés dans le département français du Cher. Il est fait état des inscriptions et classements au titre des monuments historiques.
Le département du Cher compte un peu plus de 400 châteaux et demeures encore existant.
Les communes qui comptent le plus de châteaux et demeures sur leurs territoires sont Presly (11), Bourges (8), Nançay (8), Brinon-sur-Sauldre (7) et Saint-Eloy-de-Gy (6).
Les châteaux et demeures les plus connus du Cher sont notamment le Château de Meillant, le Palais Jacques-Cœur, le Château d'Ainay-le-Vieil, le Château de La Verrerie ou le Château de Culan.
(*) : Voir les définitions de Castel, Castrum, Chartreuse, Château, Gentilhommière, Logis seigneurial, Maison forte, Manoir, Motte castrale.

## Liste
| Icône            | Signification    | Abréviations             | Abréviations                  | Abréviations             | Abréviations           |
| ---------------- | ---------------- | ------------------------ | ----------------------------- | ------------------------ | ---------------------- |
| Château fort     | Château fort     | = Bastide                | = Ferme fortifiée             | = Maison forte           | = (Néo-)Palladianisme  |
| Renaissance      | Renaissance      | = Château gascon         | = Folie (montpelliéraine)     | = Manoir, Gentilhommière | = Résidence épiscopale |
| Domaine viticole | Domaine viticole | = Classicisme, classique | = Forteresse, fort(ification) | = Maison (noble)         | = Style Beaux-Arts     |
| Palais           | Palais           | = Commanderie            | = Gothique (flamboyant)       | = Néo-baroque            | = Style Second Empire  |
| Ruine ou disparu | Ruine, disparu   | = Château pinardier      | = Hôtel particulier           | = Néo-classique          | = Style italianisant   |
|                  |                  | = Demeure seigneuriale   | ... = Style Louis XII...XVI   | = Néo-gothique           | = Style troubadour     |
|                  |                  | = Éclectisme             | = Logis (seigneurial)         | = Néo-Renaissance        | = Villa (de Nice)      |
| Baroque, rococo  | Baroque, rococo  | = Édifice religieux      | = Motte castrale/féodale      | = Pavillon de chasse     | = Styles du XXe siècle |

| Type                                                | Château                                             | Commune                     | Protection                                                                        | Notes                                                                                         | Coordonnées                 | Illustration |
| --------------------------------------------------- | --------------------------------------------------- | --------------------------- | --------------------------------------------------------------------------------- | --------------------------------------------------------------------------------------------- | --------------------------- | ------------ |
| Château fort · Ruine ou disparu                     | Château d'Aigue-Morte                               | Venesmes (Aiguemorte)       | Inscrit MH (1926) · Notice no PA00096917                                          | XVe et XVIe siècles, privé                                                                    | 46° 49′ 59″ N, 2° 20′ 03″ E |              |
| Château fort · Renaissance                          | Château d'Ainay-le-Vieil                            | Ainay-le-Vieil              | Classé MH (1968, 1998) · Inscrit MH (1993) · Notice no PA00096626                 | « le petit Carcassonne » XIIe et XVIe siècles, privé, visites                                 | 46° 40′ 05″ N, 2° 32′ 59″ E |              |
|                                                     | Donjon du château des Aix-d'Angillon                | Les Aix-d'Angillon          |                                                                                   | , privé                                                                                       | 47° 11′ 53″ N, 2° 34′ 17″ E |              |
|                                                     | Château d'Allardes                                  | Givardon                    |                                                                                   | privé                                                                                         | 46° 49′ 52″ N, 2° 46′ 47″ E |              |
| Château fort · Gothique (flamboyant) · Néo-gothique | Château d'Apremont                                  | Apremont-sur-Allier         | Inscrit MH (1989) · Notice no PA00096630                                          | XVe et XVIIe siècles, privé, visites                                                          | 46° 54′ 14″ N, 3° 02′ 50″ E |              |
| Résidence épiscopale                                | Château des Archevêques                             | Saint-Palais                |                                                                                   | , privé                                                                                       | 47° 13′ 55″ N, 2° 25′ 08″ E |              |
|                                                     | Château d'Astilly                                   | Étréchy                     |                                                                                   | privé                                                                                         |                             |              |
|                                                     | Château des Aubelles                                | Ménétréol-sous-Sancerre     |                                                                                   | , privé                                                                                       |                             |              |
|                                                     | Château des Aubiers                                 | Nançay                      |                                                                                   | privé                                                                                         |                             |              |
|                                                     | Château d'Aubigny                                   | Aubigny-sur-Nère            |                                                                                   | privé                                                                                         |                             |              |
|                                                     | Château d'Aubigny                                   | Marseilles-lès-Aubigny      |                                                                                   | privé                                                                                         |                             |              |
|                                                     | Château d'Aubussay                                  | Brinay                      |                                                                                   | privé                                                                                         |                             |              |
|                                                     | Château d'Augy                                      | Farges-en-Septaine          |                                                                                   | privé                                                                                         |                             |              |
|                                                     | Château d'Augy                                      | Sancergues                  |                                                                                   | , centre hospitalier Pierre Lôo de la Charité-sur-Loire, Centre de Réadaptation Psycho-Social |                             |              |
| Château fort · Renaissance                          | Château d'Autry                                     | Méreau                      | Inscrit MH (1988) · Notice no PA00096846                                          | XIVe et XVIe siècles, privé                                                                   | 47° 11′ 49″ N, 2° 02′ 25″ E |              |
|                                                     | Château de Bagneux                                  | Saint-Pierre-les-Bois       |                                                                                   | , privé                                                                                       |                             |              |
|                                                     | Château de Bannay                                   | Bannay                      |                                                                                   | privé                                                                                         |                             |              |
| Château fort · Renaissance · Demeure seigneuriale   | Château de Bannegon                                 | Bannegon                    | Classé MH (1965) · Notice no PA00096647                                           | XIIe et XVe siècles, privé, réceptions                                                        | 46° 48′ 08″ N, 2° 42′ 56″ E |              |
|                                                     | Château de Bar-Bonnebûche                           | Flavigny                    |                                                                                   | privé, hébergement touristique                                                                |                             |              |
|                                                     | Château vieux des Barres                            | Bessais-le-Fromental        |                                                                                   | privé                                                                                         |                             |              |
|                                                     | Château des Barres                                  | Bessais-le-Fromental        |                                                                                   | privé                                                                                         |                             |              |
|                                                     | Château de Baugy                                    | Baugy                       |                                                                                   | commune de Baugy, vestiges                                                                    |                             |              |
|                                                     | Château de Beauchêne                                | Allogny                     |                                                                                   | privé, hébergement touristique                                                                |                             |              |
|                                                     | Château des Beaudeaux                               | Presly                      |                                                                                   | privé                                                                                         |                             |              |
| Renaissance · Néo-classique                         | Château de Beaujeu                                  | Sens-Beaujeu                | Inscrit MH (1981) · Notice no PA00096906 · Notice no IA18001003                   | XVIe et XVIIIe siècles, privé, réceptions                                                     | 47° 19′ 30″ N, 2° 42′ 04″ E |              |
|                                                     | Château de Beaulieu                                 | Rezay                       |                                                                                   | privé                                                                                         |                             |              |
|                                                     | Château de Beauvoir                                 | Marmagne                    |                                                                                   | privé                                                                                         |                             |              |
|                                                     | Château de Beffes                                   | Beffes                      |                                                                                   | , privé                                                                                       |                             |              |
|                                                     | Château de Bel Air                                  | Mornay-sur-Allier           |                                                                                   | privé                                                                                         |                             |              |
|                                                     | Château de Belair                                   | Arçay                       |                                                                                   | privé, hébergement touristique                                                                |                             |              |
|                                                     | Château des Bergeries                               | Osmery                      |                                                                                   | , privé                                                                                       |                             |              |
|                                                     | Château de Bernay                                   | Le Chautay                  |                                                                                   | privé                                                                                         |                             |              |
|                                                     | Château de Bernon                                   | Bessais-le-Fromental        |                                                                                   | privé                                                                                         |                             |              |
| Manoir, gentilhommière                              | Château de Berthun                                  | Torteron                    |                                                                                   |                                                                                               | 47° 00′ 09″ N, 2° 58′ 40″ E |              |
|                                                     | Château des Bertins                                 | Vasselay                    |                                                                                   | privé                                                                                         |                             |              |
|                                                     | Château de Béthune                                  | La Chapelle-d'Angillon      | Inscrit MH (1963) · Classé MH (1984) · Notice no PA00096757                       | privé, visites                                                                                |                             |              |
| Manoir, gentilhommière                              | Manoir du Beugnon                                   | Bourges                     | Inscrit MH (1963) · Notice no PA00096734                                          | privé                                                                                         |                             |              |
|                                                     | Château de la Beuvrière                             | Saint-Hilaire-de-Court      |                                                                                   | privé, réceptions                                                                             |                             |              |
|                                                     | Château de Beuvron                                  | La Perche                   |                                                                                   | privé                                                                                         |                             |              |
|                                                     | Château de Bigny                                    | Vallenay                    | Inscrit MH (1981) · Notice no PA00096916                                          | privé                                                                                         |                             |              |
|                                                     | Château de Billeron                                 | Lugny-Champagne             | Inscrit MH (1995) · Notice no PA00135284                                          | privé                                                                                         |                             |              |
| Renaissance · Style Louis XIII                      | Château de Blancafort                               | Blancafort                  | Inscrit MH (1926) · Notice no PA00096650                                          | 1475-XVIIe siècle, privé, visites                                                             | 47° 31′ 54″ N, 2° 32′ 03″ E |              |
|                                                     | Château du Blaudy                                   | Précy                       |                                                                                   | privé, maison de retraite                                                                     |                             |              |
|                                                     | Château de Blet                                     | Blet                        | Site classé (1965)                                                                | , privé, hébergement touristique et réceptions                                                |                             |              |
| Néo-classique                                       | Château de Blosset                                  | Vignoux-sur-Barangeon       | Inscrit MH (1995) · Notice no PA00135286                                          | XVIIIe siècle, privé                                                                          | 47° 12′ 20″ N, 2° 10′ 31″ E |              |
|                                                     | Château de Bois-Bouzon                              | Farges-en-Septaine          | Inscrit MH (1942, 1946) · Notice no PA00096798                                    | privé                                                                                         |                             |              |
|                                                     | Château du Bois Chaumont                            | Brinon-sur-Sauldre          |                                                                                   | privé                                                                                         |                             |              |
|                                                     | Château de Bois Rogneux                             | Vignoux-sous-les-Aix        |                                                                                   | privé                                                                                         |                             |              |
| Demeure seigneuriale · Ruine ou disparu             | Château de Bois-Sire-Amé                            | Vorly                       | Classé MH (1924, 1931) · Inscrit MH (1926, 2019) · Notice no PA00096934           | XIVe et XVe siècles, privé                                                                    | 46° 55′ 55″ N, 2° 28′ 47″ E |              |
|                                                     | Château de Bois Vert                                | Saint-Just                  |                                                                                   | privé                                                                                         |                             |              |
|                                                     | Château de Boisbriou                                | Pigny                       |                                                                                   | , privé, hébergement touristique                                                              |                             |              |
|                                                     | Motte féodale du Boisfort                           | Beffes                      |                                                                                   | privé                                                                                         |                             |              |
|                                                     | Château de Boisjardin                               | Osmoy                       |                                                                                   | privé                                                                                         |                             |              |
| Demeure seigneuriale                                | Château de Bonnais                                  | Coust                       |                                                                                   | XVe siècle, , privé                                                                           | 46° 41′ 53″ N, 2° 36′ 59″ E |              |
|                                                     | Château de Bonneau                                  | Bessais-le-Fromental        |                                                                                   | privé                                                                                         |                             |              |
|                                                     | Château des Bordes                                  | Brinon-sur-Sauldre          |                                                                                   | privé                                                                                         |                             |              |
|                                                     | Château des Bordes                                  | Jussy-le-Chaudrier          |                                                                                   | privé                                                                                         |                             |              |
|                                                     | Château des Bordes                                  | La Chapelle-Hugon           |                                                                                   | privé                                                                                         |                             |              |
| Château fort · Renaissance                          | Château de Boucard                                  | Le Noyer                    | Classé MH (1995) · Notice no PA00096859                                           | XIVe et XVIIIe siècles, privé                                                                 | 47° 21′ 02″ N, 2° 40′ 54″ E |              |
|                                                     | Château du Boueix                                   | Préveranges                 |                                                                                   | privé                                                                                         |                             |              |
|                                                     | Château des Bouffards                               | Brinon-sur-Sauldre          |                                                                                   | privé, hébergement touristique                                                                |                             |              |
|                                                     | Château bas du Boulay                               | Nançay                      |                                                                                   | privé                                                                                         |                             |              |
|                                                     | Château haut du Boulay                              | Nançay                      |                                                                                   | privé                                                                                         |                             |              |
|                                                     | Château de la Boulaye                               | Subligny                    |                                                                                   | privé                                                                                         |                             |              |
|                                                     | Château de la Bourdinière                           | Clémont                     |                                                                                   | privé                                                                                         |                             |              |
|                                                     | Château du bourg                                    | Fussy                       |                                                                                   | privé                                                                                         |                             |              |
|                                                     | Château de la Bourgeoisie                           | Herry                       |                                                                                   | privé                                                                                         |                             |              |
|                                                     | Château des Brandes                                 | Presly                      |                                                                                   | privé                                                                                         |                             |              |
|                                                     | Château des Brassins                                | Ennordres                   |                                                                                   | privé                                                                                         |                             |              |
| Château fort · Renaissance                          | Château de Brécy                                    | Brécy                       | Inscrit MH (2007) · Notice no PA18000039                                          | XIIIe et XVIe siècles, privé                                                                  | 47° 07′ 20″ N, 2° 37′ 11″ E |              |
|                                                     | Château Breton                                      | Aubinges                    |                                                                                   | privé                                                                                         |                             |              |
|                                                     | Château Les Breux                                   | Villeneuve-sur-Cher         |                                                                                   | , privé                                                                                       |                             |              |
|                                                     | Château de Brinay                                   | Brinay                      |                                                                                   | privé, hébergement touristique                                                                |                             |              |
| Renaissance                                         | Château de Brinon-sur-Sauldre                       | Brinon-sur-Sauldre          | Notice no IA00010615                                                              | 1604, privé                                                                                   | 47° 34′ 07″ N, 2° 15′ 22″ E |              |
|                                                     | Château le Briou d'Autry                            | Méreau                      |                                                                                   | privé, hébergement touristique                                                                |                             |              |
|                                                     | Château du Briou                                    | Nérondes                    |                                                                                   | privé                                                                                         |                             |              |
|                                                     | Château de la Brosse                                | Brinay                      |                                                                                   | privé, hébergement touristique                                                                |                             |              |
| Pavillon de chasse · Néo-gothique                   | Château de la Brosse                                | Farges-Allichamps           | Inscrit MH (2000) · Notice no PA18000016                                          | XIIIe et XIXe siècles, privé                                                                  | 46° 45′ 39″ N, 2° 25′ 01″ E |              |
|                                                     | Château de la Brosse                                | Thénioux                    |                                                                                   | privé, hébergement touristique                                                                |                             |              |
|                                                     | Château de la Brosse                                | Vasselay                    |                                                                                   | privé                                                                                         |                             |              |
|                                                     | Château des Brosses                                 | Blet                        |                                                                                   | privé                                                                                         |                             |              |
|                                                     | Château de La Brossette                             | Ennordres                   |                                                                                   | privé, hébergement touristique                                                                |                             |              |
|                                                     | Château de la Bruère                                | Méry-sur-Cher               |                                                                                   | privé                                                                                         |                             |              |
|                                                     | Château de la Bruyère                               | Chezal-Benoît               |                                                                                   | privé                                                                                         |                             |              |
| Château fort · Renaissance                          | Château de Buranlure                                | Boulleret                   | Classé MH (1944) · Notice no PA00096653                                           | XVe et XVIIIe siècles, privé, réceptions                                                      | 47° 24′ 38″ N, 2° 53′ 16″ E |              |
| Maison forte                                        | Château de Bussy                                    | Bussy                       | Inscrit MH (2014) · Notice no PA18000061                                          | XIVe et XVe siècles, privé                                                                    | 46° 54′ 15″ N, 2° 37′ 25″ E |              |
|                                                     | Château de Careil                                   | Sainte-Thorette             |                                                                                   | privé                                                                                         |                             |              |
|                                                     | Château du Carroir                                  | Saint-Pierre-les-Bois       |                                                                                   | privé                                                                                         |                             |              |
|                                                     | Château de la Cartonnerie                           | Ignol                       |                                                                                   | , privé                                                                                       |                             |              |
|                                                     | Château de Castelnau                                | Plou                        |                                                                                   | privé                                                                                         |                             |              |
|                                                     | Château de Cerbois                                  | Cerbois                     |                                                                                   | privé                                                                                         |                             |              |
|                                                     | Château de Chaillot                                 | Vierzon                     |                                                                                   | , privé                                                                                       |                             |              |
|                                                     | Château du Chaillou                                 | Lury-sur-Arnon              |                                                                                   | privé                                                                                         |                             |              |
|                                                     | Château du Chalet de la Croix                       | Neuvy-sur-Barangeon         |                                                                                   | , privé, hébergement touristique                                                              |                             |              |
|                                                     | Château de Chalivoy-la-Noix                         | Ourouer-les-Bourdelins      |                                                                                   | privé, hébergement touristique                                                                |                             |              |
|                                                     | Château de Chalivoy                                 | Herry                       |                                                                                   | privé                                                                                         |                             |              |
|                                                     | Château de Chambon                                  | Saint-Just                  |                                                                                   | privé                                                                                         |                             |              |
|                                                     | Château de Champgrand                               | Quantilly                   |                                                                                   | privé                                                                                         |                             |              |
|                                                     | Château de Champroy                                 | Lunery                      |                                                                                   | privé                                                                                         |                             |              |
|                                                     | Château de la Chapelle-Montlinard                   | La Chapelle-Montlinard      |                                                                                   | privé                                                                                         |                             |              |
|                                                     | Château de Chapelutte                               | Saint-Éloy-de-Gy            |                                                                                   | privé                                                                                         |                             |              |
|                                                     | Château de la Chaponnière                           | Saint-Hilaire-de-Court      |                                                                                   | privé                                                                                         |                             |              |
| Renaissance                                         | Château de Chappe                                   | Bourges                     | Inscrit MH (2008) · Notice no PA18000042                                          | XVIe et XIXe siècles, privé                                                                   | 47° 05′ 23″ N, 2° 25′ 27″ E |              |
| Château fort · Ruine ou disparu                     | Château de Charenton-du-Cher                        | Charenton-du-Cher           |                                                                                   | Moyen Âge                                                                                     |                             |              |
|                                                     | Château de Charentonnay                             | Charentonnay                |                                                                                   | , privé                                                                                       |                             |              |
|                                                     | Château Charly                                      | Charly                      |                                                                                   | privé, hébergement touristique                                                                |                             |              |
|                                                     | Château de la Charnaye                              | Argenvières                 | Notice no AP67L02269                                                              | privé                                                                                         |                             |              |
|                                                     | Château de la Charnaye                              | Montigny                    |                                                                                   | , privé                                                                                       |                             |              |
|                                                     | Château de Chârost                                  | Chârost                     |                                                                                   | , privé                                                                                       |                             |              |
| Classicisme, classique                              | Château de Châteaufer                               | Bruère-Allichamps           | Inscrit MH (2002) · Notice no PA18000020                                          | 1666, privé                                                                                   | 46° 47′ 43″ N, 2° 25′ 24″ E |              |
|                                                     | Château de Châteaumeillant                          | Châteaumeillant             |                                                                                   | département du Cher, gendarmerie                                                              |                             |              |
| Château fort · Renaissance                          | Château de Châteauneuf-sur-Cher                     | Châteauneuf-sur-Cher        | Inscrit MH (1926) · Notice no PA00096768                                          | XIe et XVIe siècles, privé, visites                                                           | 46° 51′ 31″ N, 2° 19′ 13″ E |              |
|                                                     | Château du Châtelet                                 | Le Châtelet                 |                                                                                   | , privé                                                                                       |                             |              |
|                                                     | Château du Châtelier                                | Saint-Florent-sur-Cher      |                                                                                   | privé, institut médico-éducatif                                                               |                             |              |
|                                                     | Maison forte de Chaudenay                           | Faverdines                  | Inscrit MH (1987) · Notice no PA00096799                                          | privé                                                                                         |                             |              |
| Néo-classique                                       | Château de la Chaume                                | Lantan                      | Notice no IA00120859                                                              | XVIIe et XIXe siècles, privé, hébergement touristique                                         | 46° 54′ 14″ N, 2° 38′ 48″ E |              |
|                                                     | Château de la Chaumelle                             | Les Aix-d'Angillon          |                                                                                   | privé                                                                                         |                             |              |
|                                                     | Château du Chêne                                    | Nohant-en-Graçay            |                                                                                   | privé, hébergement touristique                                                                |                             |              |
|                                                     | Château des Cheneaux                                | Sainte-Montaine             |                                                                                   | privé                                                                                         |                             |              |
|                                                     | Château des Cherriers                               | Oizon                       |                                                                                   | privé                                                                                         |                             |              |
|                                                     | Château de Chevilly                                 | Méreau                      | Inscrit MH (2020) · Notice no PA00096847                                          | privé                                                                                         |                             |              |
| Manoir, gentilhommière                              | Manoir de Chezelles                                 | La Guerche-sur-l'Aubois     | Inscrit MH (1994) · Notice no PA00132554                                          | privé                                                                                         |                             |              |
|                                                     | Château de Chou                                     | Moulins-sur-Yèvre           |                                                                                   | privé                                                                                         |                             |              |
|                                                     | Château de Colombe                                  | Saint-Baudel                |                                                                                   | privé                                                                                         |                             |              |
|                                                     | Château du Colombier                                | Villequiers                 |                                                                                   | privé                                                                                         |                             |              |
|                                                     | Château de Contremoret                              | Fussy                       |                                                                                   | , privé                                                                                       |                             |              |
|                                                     | Château de Contres                                  | Contres                     |                                                                                   | privé                                                                                         |                             |              |
| Baroque, rococo                                     | Château de Cornançay                                | Épineuil-le-Fleuriel        | Inscrit MH (1987) · Notice no PA00096794                                          | XVIIIe et XIXe siècles, privé                                                                 | 46° 33′ 30″ N, 2° 32′ 20″ E |              |
|                                                     | Château du Coudray                                  | Brinon-sur-Sauldre          |                                                                                   | privé                                                                                         |                             |              |
|                                                     | Château du Coudray                                  | Civray                      |                                                                                   | privé                                                                                         |                             |              |
|                                                     | Château de Couët                                    | Menetou-Râtel               |                                                                                   | , privé                                                                                       |                             |              |
|                                                     | Château de Coulange                                 | Lury-sur-Arnon              |                                                                                   | privé                                                                                         |                             |              |
|                                                     | Château de Coulon                                   | Graçay                      | Classé MH (1994) · Inscrit MH (1994) · Notice no PA00132553                       | privé                                                                                         |                             |              |
|                                                     | Château du Coupoy                                   | Gron                        |                                                                                   | privé                                                                                         |                             |              |
|                                                     | Château de la Cour                                  | Allogny                     |                                                                                   | privé                                                                                         |                             |              |
|                                                     | Château de la Cour                                  | Ivoy-le-Pré                 |                                                                                   | privé                                                                                         |                             |              |
|                                                     | Château de la Cour                                  | Vesdun                      |                                                                                   | privé                                                                                         |                             |              |
|                                                     | Château de la Courcelle                             | Saint-Priest-la-Marche      |                                                                                   | , privé                                                                                       |                             |              |
| Château fort · Renaissance                          | Château du Creuzet                                  | Coust                       | Inscrit MH (2014) · Notice no PA18000063                                          | XIVe et XVIIIe siècles, privé                                                                 | 46° 42′ 26″ N, 2° 36′ 39″ E |              |
|                                                     | Château de Crézancy-en-Sancerre                     | Crézancy-en-Sancerre        |                                                                                   | , privé, domaine viticole                                                                     |                             |              |
|                                                     | Château de la Croisette                             | Chezal-Benoît               |                                                                                   | privé                                                                                         |                             |              |
|                                                     | Château de La Croix                                 | Neuilly-en-Sancerre         |                                                                                   | , privé                                                                                       |                             |              |
|                                                     | Château de la Croslaie                              | Villegenon                  |                                                                                   | privé                                                                                         |                             |              |
|                                                     | Château de Crosses                                  | Crosses                     |                                                                                   | privé                                                                                         |                             |              |
|                                                     | Château de Cuffy                                    | Cuffy                       | Inscrit MH (1997) · Notice no PA18000004                                          | privé                                                                                         |                             |              |
| Château fort                                        | Château de Culan                                    | Culan                       | Inscrit MH (1926) · Classé MH (1956) · Notice no PA00096783                       | XIIe et XVe siècles, privé, visites                                                           | 46° 32′ 47″ N, 2° 21′ 08″ E |              |
|                                                     | Château de Dame                                     | Saint-Éloy-de-Gy            |                                                                                   | , privé                                                                                       |                             |              |
|                                                     | Château de Deffens                                  | Osmery                      |                                                                                   | , privé                                                                                       |                             |              |
|                                                     | Château de la Devinière                             | Presly                      |                                                                                   | privé                                                                                         |                             |              |
|                                                     | Château du Domaine                                  | Osmery                      |                                                                                   | privé                                                                                         |                             |              |
|                                                     | Château de Doys                                     | Garigny                     |                                                                                   | privé                                                                                         |                             |              |
|                                                     | Château de Drulon                                   | Loye-sur-Arnon              |                                                                                   | , privé                                                                                       |                             |              |
|                                                     | Château de Dun-sur-Auron                            | Dun-sur-Auron               | Classé MH (1913) · Notice no PA00096788                                           |                                                                                               |                             |              |
|                                                     | Château de l'Echeneau                               | Ennordres                   |                                                                                   | privé                                                                                         |                             |              |
|                                                     | Motte féodale d'Epineuil-le-Fleuriel                | Épineuil-le-Fleuriel        | Inscrit MH (1987) · Notice no PA00096797                                          | privé                                                                                         |                             |              |
|                                                     | Château de L'Epinière                               | Saint-Éloy-de-Gy            |                                                                                   | privé                                                                                         |                             |              |
|                                                     | Château des Epourneaux                              | Saint-Georges-de-Poisieux   |                                                                                   | privé                                                                                         |                             |              |
|                                                     | Château des Estiveaux                               | Le Châtelet                 |                                                                                   | privé                                                                                         |                             |              |
|                                                     | Château de l'Étang                                  | Sancerre                    | Notice no IA18002582                                                              | privé                                                                                         |                             |              |
|                                                     | Château de Farges                                   | Farges-Allichamps           |                                                                                   | privé                                                                                         |                             |              |
|                                                     | Château de Fay                                      | Vierzon                     |                                                                                   | privé                                                                                         |                             |              |
|                                                     | Châteaux de la Faye                                 | Ménétréol-sur-Sauldre       |                                                                                   | privé, hébergement touristique                                                                |                             |              |
|                                                     | Château de la Férolle                               | Nozières                    |                                                                                   | privé                                                                                         |                             |              |
|                                                     | Château de la Férolle                               | Saint-Amand-Montrond        |                                                                                   | privé                                                                                         |                             |              |
|                                                     | Château de Ferrandeau                               | Lury-sur-Arnon              |                                                                                   | privé                                                                                         |                             |              |
| Baroque, rococo                                     | Château de la Ferté                                 | Lazenay                     | Inscrit MH (1944, 1967) · Classé MH (1986) · Notice no PA00096822                 | XVIIe siècle, privé, a la frontière avec l'Indre                                              | 47° 03′ 55″ N, 2° 02′ 25″ E |              |
|                                                     | Château de Feularde                                 | Annoix                      |                                                                                   | privé                                                                                         |                             |              |
|                                                     | Château de Feularde                                 | Fussy                       |                                                                                   | privé                                                                                         |                             |              |
|                                                     | Château de Foëcy                                    | Foëcy                       | Inscrit MH (1989) · Notice no PA00096800                                          | privé                                                                                         |                             |              |
|                                                     | Château de Fonsbelle                                | Presly                      |                                                                                   | privé                                                                                         |                             |              |
|                                                     | Château de Font-Moreau                              | Plou                        |                                                                                   | , privé                                                                                       |                             |              |
|                                                     | Château des Fontaines                               | Allouis                     |                                                                                   | privé                                                                                         |                             |              |
|                                                     | Château des Fontaines                               | Ivoy-le-Pré                 |                                                                                   | privé                                                                                         |                             |              |
|                                                     | Château de Fontenay                                 | Tendron                     |                                                                                   | , privé, hébergement touristique                                                              |                             |              |
|                                                     | Château de la Forest                                | Saint-Florent-sur-Cher      |                                                                                   | privé                                                                                         |                             |              |
| Château fort · Renaissance                          | Château de la Forêt-Grailly                         | Saint-Christophe-le-Chaudry | Inscrit MH (1987) · Notice no PA00096883 · Notice no IA18000122                   | Moyen Âge, XVIe et XVIIe siècles, privé                                                       | 46° 34′ 43″ N, 2° 22′ 08″ E |              |
|                                                     | Château de la Forêt                                 | Méry-sur-Cher               |                                                                                   | privé                                                                                         |                             |              |
| Renaissance · Classicisme, classique                | Château de la Forêt (Château de Thaumiers)          | Thaumiers                   | Inscrit MH (1979) · Notice no PA00096912                                          | XVe et XVIIIe siècles, privé                                                                  | 46° 49′ 24″ N, 2° 38′ 25″ E |              |
|                                                     | Château des Fougères                                | Allogny                     |                                                                                   | privé                                                                                         |                             |              |
|                                                     | Château de La Foye                                  | Saint-Ambroix               |                                                                                   | privé                                                                                         |                             |              |
|                                                     | Château de Frappon                                  | Vesdun                      |                                                                                   | privé                                                                                         |                             |              |
|                                                     | Château des Gadeaux                                 | Bourges                     |                                                                                   | , hôpitaux Jacques Cœur de Bourges, services hospitaliers                                     |                             |              |
|                                                     | Château Gaillard                                    | Germigny-l'Exempt           |                                                                                   | privé                                                                                         |                             |              |
|                                                     | Château Gaillard                                    | La Chapelle-Montlinard      |                                                                                   | privé                                                                                         |                             |              |
| Manoir, gentilhommière                              | Manoir de la Gaillardière                           | Vierzon                     | Inscrit MH (1950) · Notice no PA00096930                                          | privé                                                                                         |                             |              |
|                                                     | Château de Galifard                                 | Villeneuve-sur-Cher         |                                                                                   | , privé                                                                                       |                             |              |
|                                                     | Château de Germigny                                 | Bourges                     |                                                                                   | privé                                                                                         |                             |              |
|                                                     | Château des Gillons                                 | La Chapelle-d'Angillon      |                                                                                   | privé                                                                                         |                             |              |
| Manoir, gentilhommière                              | Manoir des Girouettes                               | Loye-sur-Arnon              | Inscrit MH (1974) · Notice no PA00096831                                          | privé                                                                                         |                             |              |
| Manoir, gentilhommière                              | Manoir de Givry                                     | Cours-les-Barres            |                                                                                   |                                                                                               |                             |              |
|                                                     | Château de Grammont                                 | Châteaumeillant             |                                                                                   | privé                                                                                         |                             |              |
|                                                     | Château du Grand-Besse                              | Saint-Maur                  |                                                                                   | privé                                                                                         | 46° 34′ 14″ N, 2° 16′ 18″ E |              |
|                                                     | Château du Grand Lac                                | Trouy                       |                                                                                   | privé                                                                                         |                             |              |
|                                                     | Château du Grand Lomoy                              | Morlac                      |                                                                                   | privé                                                                                         |                             |              |
|                                                     | Château du Grand Manay                              | Étréchy                     |                                                                                   | privé                                                                                         |                             |              |
|                                                     | Château de la Grange                                | Orcenais                    |                                                                                   | privé                                                                                         |                             |              |
|                                                     | Château du Gravier                                  | La Guerche-sur-l'Aubois     |                                                                                   | privé                                                                                         |                             |              |
| Manoir, gentilhommière                              | Maison Grégueil                                     | Châteaumeillant             | Inscrit MH (1964) · Notice no PA00096765 · Notice no IA18000022 · Notice no M0233 | XVe et XVIe siècles, XIXe siècle, Musée Émile-Chénon                                          | 46° 33′ 41″ N, 2° 11′ 47″ E |              |
|                                                     | Château de Gron                                     | Gron                        |                                                                                   | privé                                                                                         |                             |              |
|                                                     | Château de Grossouvre                               | Grossouvre                  | Inscrit MH (1993) · Notice no PA00125348                                          | privé                                                                                         |                             |              |
|                                                     | Château de Guérigny                                 | Lury-sur-Arnon              |                                                                                   | privé                                                                                         |                             |              |
|                                                     | Château de Guilly                                   | Brécy                       |                                                                                   | privé                                                                                         |                             |              |
|                                                     | Château les Guyots                                  | Argent-sur-Sauldre          |                                                                                   | privé                                                                                         |                             |              |
|                                                     | Château de Gy                                       | Massay                      |                                                                                   | privé                                                                                         |                             |              |
|                                                     | Château les Héraults                                | Neuilly-en-Dun              |                                                                                   | , privé                                                                                       |                             |              |
|                                                     | Château d'Herry                                     | Herry                       |                                                                                   | privé                                                                                         |                             |              |
|                                                     | Château de l'Hospital-du-Fresne                     | Blancafort                  | Inscrit MH (1926) · Notice no PA18000024                                          | privé                                                                                         |                             |              |
|                                                     | Château de l'Hôtel de Ville                         | La Guerche-sur-l'Aubois     |                                                                                   | commune de la Guerche-sur-l'Aubois, mairie                                                    |                             |              |
|                                                     | Château d'Humbligny                                 | Humbligny                   |                                                                                   | privé                                                                                         |                             |              |
|                                                     | Château d'Igny                                      | La Perche                   |                                                                                   | privé, hébergement touristique                                                                |                             |              |
|                                                     | Château de l'Isle-sur-Arnon                         | Touchay                     | Inscrit MH (1926) · Notice no PA00096914                                          | privé                                                                                         | 46° 42′ 12″ N, 2° 12′ 33″ E |              |
|                                                     | Château d'Ivoy-le-Pré                               | Ivoy-le-Pré                 |                                                                                   | privé, hébergement touristique                                                                |                             |              |
| Palais                                              | Palais Jacques-Cœur                                 | Bourges                     | Classé MH (1840) · Notice no PA00096686                                           | État français, visites                                                                        | 47° 05′ 04″ N, 2° 23′ 37″ E |              |
|                                                     | Château de Jars                                     | Jars                        |                                                                                   | , privé                                                                                       |                             |              |
|                                                     | Château de Jeu                                      | Neuvy-sur-Barangeon         |                                                                                   | privé                                                                                         |                             |              |
|                                                     | Château de la Jonchère                              | Concressault                |                                                                                   | privé                                                                                         |                             |              |
|                                                     | Château de la Jonchère                              | Sainte-Solange              |                                                                                   | privé                                                                                         |                             |              |
| Ruine ou disparu                                    | Donjon de Jouy                                      | Sancoins                    | Inscrit MH (1926) · Notice no PA00096903                                          | privé, ruines, visites                                                                        | 46° 49′ 19″ N, 2° 52′ 06″ E |              |
|                                                     | Château de Jussy                                    | Jussy-Champagne             | Classé MH (1946) · Inscrit MH (2015) · Notice no PA00096819                       | privé, visites                                                                                | 46° 58′ 55″ N, 2° 39′ 10″ E |              |
|                                                     | Château de Lagrange-Montalivet                      | Saint-Bouize                | Classé MH (1999) · Notice no PA00096881                                           | privé                                                                                         | 47° 16′ 20″ N, 2° 54′ 01″ E |              |
|                                                     | Château de Lambussay                                | Serruelles                  |                                                                                   | privé                                                                                         |                             |              |
|                                                     | Château de la Lande                                 | Saulzais-le-Potier          | Inscrit MH (1992) · Notice no PA00096945                                          | privé                                                                                         |                             |              |
|                                                     | Châteaux de Landeroyne                              | Ménétréol-sur-Sauldre       |                                                                                   | privé                                                                                         |                             |              |
|                                                     | Château de Laumoy                                   | Neuilly-en-Dun              |                                                                                   | , privé                                                                                       |                             |              |
|                                                     | Château de Lauroy                                   | Clémont                     | Inscrit MH (1981) · Notice no PA00096773                                          | privé                                                                                         |                             |              |
|                                                     | Château de Laverdines                               | Baugy                       |                                                                                   | privé                                                                                         |                             |              |
|                                                     | Château de Lazenay                                  | Lazenay                     |                                                                                   | privé                                                                                         |                             |              |
|                                                     | Château de Lazenay                                  | Bourges                     | Classé MH (1994) · Notice no PA00096946                                           | commune de Bourges                                                                            |                             |              |
|                                                     | Château de Lhuys                                    | Brinon-sur-Sauldre          |                                                                                   | privé                                                                                         |                             |              |
|                                                     | Château de Liénesse                                 | Neuilly-en-Dun              | Inscrit MH (1971) · Notice no PA00096853                                          | privé                                                                                         |                             |              |
|                                                     | Château du Lieu                                     | Cours-les-Barres            |                                                                                   | privé                                                                                         |                             |              |
|                                                     | Château de Lignières                                | Lignières                   | Classé MH (1935) · Notice no PA00096826                                           | privé                                                                                         | 46° 45′ 00″ N, 2° 10′ 45″ E |              |
|                                                     | Château de Loince                                   | Nançay                      |                                                                                   | privé                                                                                         |                             |              |
|                                                     | Château de Longchamps                               | Nohant-en-Graçay            |                                                                                   | privé, réceptions                                                                             |                             |              |
|                                                     | Château de Loye                                     | Morogues                    |                                                                                   |                                                                                               |                             |              |
|                                                     | Château de Lugny                                    | Lugny-Champagne             |                                                                                   | privé                                                                                         | 46° 28′ 21″ N, 4° 48′ 27″ E |              |
|                                                     | Château de Lusson                                   | Aubinges                    |                                                                                   | privé                                                                                         |                             |              |
|                                                     | Château de Madrolle                                 | Méreau                      |                                                                                   | privé                                                                                         |                             |              |
|                                                     | Château de Maison Nouvelle                          | Cuffy                       |                                                                                   | privé                                                                                         |                             |              |
|                                                     | Château de la Maisonfort                            | Genouilly                   | Inscrit MH (1927) · Classé MH (1965, 1990) · Notice no PA00096802                 | privé                                                                                         | 47° 12′ 31″ N, 1° 55′ 07″ E |              |
|                                                     | Château de Malçay                                   | Bussy                       |                                                                                   | privé                                                                                         |                             |              |
|                                                     | Château de Mamets                                   | Saint-Laurent               |                                                                                   | privé                                                                                         |                             |              |
|                                                     | Château de Mangoux                                  | Vorly                       |                                                                                   | privé                                                                                         |                             |              |
|                                                     | Château de Marcilly                                 | Chaumoux-Marcilly           |                                                                                   | privé                                                                                         |                             |              |
|                                                     | Château de Mareuil-sur-Arnon                        | Mareuil-sur-Arnon           |                                                                                   | privé                                                                                         |                             |              |
|                                                     | Château de Marmagne                                 | Marmagne                    |                                                                                   | privé                                                                                         |                             |              |
|                                                     | Château de Maubranche                               | Moulins-sur-Yèvre           | Inscrit MH (2013) · Notice no PA18000058                                          | privé, visites                                                                                | 47° 06′ 33″ N, 2° 32′ 08″ E |              |
|                                                     | Château de Maupas                                   | Morogues                    | Inscrit MH (1992) · Notice no PA00096948                                          | privé, visites                                                                                | 47° 14′ 42″ N, 2° 35′ 10″ E |              |
|                                                     | Château de Maurepas                                 | Chéry                       |                                                                                   | privé                                                                                         |                             |              |
|                                                     | Château de Mauzé                                    | Presly                      |                                                                                   | privé                                                                                         |                             |              |
|                                                     | Château de Mazières                                 | Poisieux                    |                                                                                   | , privé                                                                                       |                             |              |
|                                                     | Château de Mazières                                 | Sainte-Solange              |                                                                                   | privé, hébergement touristique                                                                |                             |              |
|                                                     | Château des Mazières                                | Saulzais-le-Potier          |                                                                                   | privé                                                                                         |                             |              |
|                                                     | Château de Mehun-sur-Yèvre                          | Mehun-sur-Yèvre             | Classé MH (1840) · Notice no PA00096837                                           | commune de Mehun-sur-Yèvre, visites                                                           | 47° 08′ 34″ N, 2° 13′ 00″ E |              |
|                                                     | Château de Meillant                                 | Meillant                    | Inscrit MH (1926) · Classé MH (1963) · Notice no PA00096841                       | privé, visites                                                                                | 46° 47′ 00″ N, 2° 30′ 15″ E |              |
|                                                     | Château de Menetou-Couture                          | Menetou-Couture             | Classé MH (1917) · Inscrit MH (1992) · Notice no PA00096843                       | privé, visites                                                                                | 47° 02′ 43″ N, 2° 54′ 54″ E |              |
|                                                     | Château de Menetou-Salon                            | Menetou-Salon               | Inscrit MH (1989) · Notice no PA00096845                                          | privé, visites                                                                                | 47° 14′ 05″ N, 2° 29′ 29″ E |              |
|                                                     | Château de Méry-sur-Cher                            | Méry-sur-Cher               |                                                                                   | , privé                                                                                       |                             |              |
|                                                     | Château de Meslon                                   | Coust                       |                                                                                   | privé                                                                                         |                             |              |
|                                                     | Château de Milly                                    | Torteron                    |                                                                                   | privé                                                                                         | 47° 01′ 25″ N, 2° 58′ 28″ E |              |
|                                                     | Château de la Minée                                 | Brinon-sur-Sauldre          |                                                                                   | privé                                                                                         |                             |              |
|                                                     | Château de Moison                                   | Ivoy-le-Pré                 |                                                                                   | privé, hébergement touristique                                                                |                             |              |
|                                                     | Château du Montet                                   | Saint-Éloy-de-Gy            |                                                                                   | privé                                                                                         |                             |              |
| Ruine ou disparu                                    | Château de Montrond                                 | Saint-Amand-Montrond        | Inscrit MH (1988) · Classé MH (1988) · Notice no PA00096877                       | ruines, visites                                                                               | 46° 43′ 22″ N, 2° 29′ 44″ E |              |
|                                                     | Maison forte de Mornay                              | Mornay-Berry                | Inscrit MH (2009) · Notice no PA18000046                                          | privé, visites                                                                                | 47° 02′ 57″ N, 2° 52′ 52″ E |              |
|                                                     | Château de la Mothe                                 | Marçais                     |                                                                                   | , privé                                                                                       |                             |              |
|                                                     | Château de la Motte Beraud                          | Sagonne                     | Inscrit MH (2012) · Notice no PA18000055                                          | privé, visites                                                                                | 46° 51′ 37″ N, 2° 50′ 17″ E |              |
|                                                     | Château de la Motte d'Hyors                         | Massay                      |                                                                                   | privé                                                                                         |                             |              |
|                                                     | Château de la Motte Turlin                          | Primelles                   |                                                                                   | privé                                                                                         |                             |              |
|                                                     | Château de la Motte                                 | Ennordres                   |                                                                                   | privé                                                                                         |                             |              |
|                                                     | Château de Moulin Neuf                              | Villeneuve-sur-Cher         |                                                                                   | , privé                                                                                       |                             |              |
|                                                     | Château des Murs                                    | Méreau                      |                                                                                   | privé                                                                                         |                             |              |
|                                                     | Château de Nançay                                   | Nançay                      | Inscrit MH (1986) · Notice no PA00096852                                          | privé, visites                                                                                |                             |              |
|                                                     | Château de Nancray                                  | Jars                        |                                                                                   | , privé                                                                                       |                             |              |
|                                                     | Château des Nérots                                  | Clémont                     |                                                                                   | privé                                                                                         |                             |              |
|                                                     | Château vieux de Neuilly-en-Sancerre                | Neuilly-en-Sancerre         |                                                                                   | privé                                                                                         |                             |              |
|                                                     | Château de Neuville                                 | Saint-Ambroix               |                                                                                   | privé                                                                                         |                             |              |
|                                                     | Château de Neuvy-le-Barrois                         | Neuvy-le-Barrois            |                                                                                   | , privé                                                                                       |                             |              |
|                                                     | Château de la Noue                                  | Vierzon                     | Inscrit MH (1975) · Notice no PA00096922                                          | centre hospitalier de Vierzon                                                                 |                             |              |
|                                                     | Château de Nourioux                                 | Foëcy                       |                                                                                   | privé                                                                                         |                             |              |
|                                                     | Château de Nozay                                    | Sainte-Gemme-en-Sancerrois  |                                                                                   | privé, domaine viticole                                                                       |                             |              |
|                                                     | Château de l'Oizenotte                              | Oizon                       |                                                                                   | privé                                                                                         |                             |              |
|                                                     | Château de l'Ormoy                                  | Saint-Laurent               |                                                                                   | privé                                                                                         |                             |              |
|                                                     | Château d'Ourouer                                   | Ourouer-les-Bourdelins      |                                                                                   | , privé                                                                                       |                             |              |
|                                                     | Château de Parassy                                  | Parassy                     |                                                                                   | privé                                                                                         |                             |              |
|                                                     | Château des Patineaux                               | Méry-ès-Bois                |                                                                                   | privé                                                                                         |                             |              |
|                                                     | Château du Pavillon                                 | Ineuil                      |                                                                                   | , privé, centre maternel                                                                      |                             |              |
|                                                     | Château du Pavillon                                 | Vereaux                     |                                                                                   | privé                                                                                         |                             |              |
|                                                     | Château de Pée                                      | Neuvy-le-Barrois            |                                                                                   | privé                                                                                         |                             |              |
|                                                     | Château des Peluyes                                 | Saint-Ambroix               |                                                                                   | privé                                                                                         |                             |              |
|                                                     | Château de la Périsse                               | Dun-sur-Auron               | Inscrit MH (1976, 2006, 2007) · Notice no PA00096787                              | privé                                                                                         |                             |              |
|                                                     | Château du Perron                                   | Saint-Éloy-de-Gy            |                                                                                   | privé                                                                                         |                             |              |
|                                                     | Château de Pesselières                              | Jalognes                    | Inscrit MH (2009) · Notice no PA18000045                                          | privé, visites                                                                                | 47° 12′ 58″ N, 2° 46′ 42″ E |              |
|                                                     | Château du Petit Besse                              | Saint-Jeanvrin              |                                                                                   | privé                                                                                         |                             |              |
|                                                     | Château du Petit-Chambord                           | Lury-sur-Arnon              |                                                                                   | privé                                                                                         |                             |              |
|                                                     | Château de la Petite Chabotière                     | Neuvy-sur-Barangeon         |                                                                                   | privé                                                                                         |                             |              |
|                                                     | Château du Pezeau                                   | Boulleret                   |                                                                                   | , privé                                                                                       |                             |              |
|                                                     | Château de Pierry                                   | Charly                      |                                                                                   | privé                                                                                         |                             |              |
|                                                     | Château au nord de Pigny                            | Pigny                       |                                                                                   | privé                                                                                         |                             |              |
| Manoir, gentilhommière                              | Manoir de Pigny                                     | Pigny                       |                                                                                   | privé                                                                                         |                             |              |
|                                                     | Château du Plaix                                    | Chezal-Benoît               |                                                                                   | privé                                                                                         |                             |              |
|                                                     | Château du Plaix                                    | Saint-Hilaire-en-Lignières  | Inscrit MH (1995) · Notice no PA00135285                                          | privé, visites                                                                                | 46° 44′ 14″ N, 2° 10′ 46″ E |              |
|                                                     | Château de la Planche                               | Presly                      |                                                                                   | , privé                                                                                       |                             |              |
|                                                     | Château La Planche                                  | Charenton-du-Cher           |                                                                                   | , privé                                                                                       |                             |              |
|                                                     | Château du Plessis                                  | La Celle-Condé              | Inscrit MH (1948) · Notice no PA00096752                                          | privé                                                                                         |                             |              |
|                                                     | Château du Plessis                                  | Lignières                   |                                                                                   | , privé                                                                                       |                             |              |
|                                                     | Château de Poisieux                                 | Saint-Georges-de-Poisieux   | Inscrit MH (1948) · Notice no PA18000051                                          | privé                                                                                         |                             |              |
|                                                     | Château du Pondy                                    | Le Pondy                    |                                                                                   | privé                                                                                         |                             |              |
|                                                     | Château du Ponthereau                               | Massay                      |                                                                                   | privé, hébergement touristique                                                                |                             |              |
|                                                     | Château des Porteaux                                | Veaugues                    |                                                                                   | privé                                                                                         |                             |              |
|                                                     | Château du Préau                                    | Nohant-en-Goût              | Inscrit MH (1962) · Notice no PA00096857                                          | privé                                                                                         |                             |              |
|                                                     | Château de Préfond                                  | Bengy-sur-Craon             |                                                                                   | privé, hébergement touristique                                                                |                             |              |
|                                                     | Château de Préfonds                                 | Presly                      |                                                                                   | privé                                                                                         |                             |              |
|                                                     | Château de Pregiraud                                | Saint-Loup-des-Chaumes      |                                                                                   | privé, hébergement touristique                                                                |                             |              |
|                                                     | Château des Prés                                    | Presly                      |                                                                                   | privé                                                                                         |                             |              |
|                                                     | Château de la Preugne                               | Préveranges                 |                                                                                   | privé                                                                                         |                             |              |
|                                                     | Château de Preuil                                   | Vallenay                    |                                                                                   | privé, hébergement touristique                                                                |                             |              |
|                                                     | Château de Prunay                                   | Morthomiers                 |                                                                                   | privé                                                                                         |                             |              |
|                                                     | Château de Puy Verday                               | Nohant-en-Goût              |                                                                                   | privé                                                                                         |                             |              |
|                                                     | Château de Puyvallée                                | Vasselay                    |                                                                                   | privé                                                                                         |                             |              |
|                                                     | Château de Quantilly                                | Quantilly                   |                                                                                   | privé                                                                                         |                             |              |
|                                                     | Château de Quincy                                   | Quincy                      | Classé MH (1992) · Notice no PA00096870                                           | privé                                                                                         | 47° 07′ 58″ N, 2° 09′ 30″ E |              |
|                                                     | Château de Ragis                                    | Oizon                       |                                                                                   | privé                                                                                         |                             |              |
|                                                     | Château des Rauches                                 | Argenvières                 |                                                                                   | privé                                                                                         |                             |              |
|                                                     | Château des Réaux                                   | Le Chautay                  | Inscrit MH (2014) · Notice no PA18000062                                          | privé, hébergement touristique                                                                |                             |              |
|                                                     | Château-Renaud                                      | Germigny-l'Exempt           | Classé MH (1989) · Inscrit MH (1989) · Notice no PA00096805                       | privé, visites                                                                                |                             |              |
|                                                     | Château de la Retraite                              | Ivoy-le-Pré                 |                                                                                   | privé                                                                                         |                             |              |
|                                                     | Château du Reuilly                                  | Presly                      |                                                                                   | privé                                                                                         |                             |              |
|                                                     | Château des Rhodons                                 | Presly                      |                                                                                   | privé                                                                                         |                             |              |
|                                                     | Château les Ribottets                               | Argent-sur-Sauldre          |                                                                                   | privé                                                                                         |                             |              |
|                                                     | Château des Rimberts                                | Lunery                      |                                                                                   | privé                                                                                         |                             |              |
|                                                     | Château des Roches                                  | Saint-Bouize                |                                                                                   | privé                                                                                         |                             |              |
|                                                     | Château des Roches                                  | Vailly-sur-Sauldre          |                                                                                   | privé                                                                                         |                             |              |
|                                                     | Château de la Ronde                                 | Saint-Pierre-les-Bois       |                                                                                   | privé                                                                                         |                             |              |
|                                                     | Château de Rosières                                 | Lunery                      |                                                                                   | privé                                                                                         |                             |              |
|                                                     | Château de la Rouhanne                              | Vesdun                      |                                                                                   | privé                                                                                         |                             |              |
|                                                     | Château des Rousseaux                               | Sainte-Montaine             |                                                                                   | privé                                                                                         |                             |              |
|                                                     | Château de Rousson                                  | Saint-Loup-des-Chaumes      |                                                                                   | privé                                                                                         |                             |              |
|                                                     | Château de Rozay                                    | Saint-Georges-sur-la-Prée   | Inscrit MH (2000) · Notice no PA18000015                                          | privé                                                                                         | 47° 13′ 57″ N, 1° 56′ 48″ E |              |
|                                                     | Château Rozé                                        | Trouy                       |                                                                                   | , commune de Trouy, mairie                                                                    |                             |              |
| Ruine ou disparu                                    | Château de Sagonne                                  | Sagonne                     | Classé MH (1914) · Notice no PA00096871                                           | privé, ruines, visites                                                                        | 46° 51′ 00″ N, 2° 49′ 35″ E |              |
|                                                     | Château de Saint-Céols                              | Saint-Céols                 |                                                                                   | privé                                                                                         |                             |              |
|                                                     | Château de Saint-Florent-sur-Cher                   | Saint-Florent-sur-Cher      | Inscrit MH (1936) · Notice no PA00096884                                          | commune de Saint-Florent-sur-Cher, mairie                                                     |                             |              |
|                                                     | Château de Saint-Georges                            | Saint-Georges-sur-Moulon    |                                                                                   | , privé, hébergement touristique                                                              |                             |              |
|                                                     | Château de Saint-Hubert (Château du Grand-Chavanon) | Neuvy-sur-Barangeon         | Inscrit MH (2008) · Notice no PA18000043                                          | privé                                                                                         | 47° 18′ 02″ N, 2° 13′ 58″ E |              |
| Ruine ou disparu                                    | Château de Saint-Jeanvrin                           | Saint-Jeanvrin              |                                                                                   | , privé, ruines                                                                               |                             |              |
|                                                     | Château de Saint-Léger                              | Saint-Léger-le-Petit        |                                                                                   | privé                                                                                         |                             |              |
|                                                     | Château de Saint-Maur                               | Argent-sur-Sauldre          | Classé MH (2002) · Notice no PA18000014                                           | commune d'Argent-sur-Sauldre, visites                                                         | 47° 33′ 38″ N, 2° 26′ 56″ E |              |
|                                                     | Château de Saint-Michel-de-Volangis                 | Saint-Michel-de-Volangis    |                                                                                   | privé                                                                                         |                             |              |
|                                                     | Château de Saint-Pierre                             | Saint-Pierre-les-Étieux     |                                                                                   | privé, hébergement touristique                                                                |                             |              |
| Manoir, gentilhommière                              | Château de la Salle                                 | Colombiers                  | Inscrit MH (1987) · Notice no PA00096775                                          | privé                                                                                         |                             |              |
|                                                     | Château de la Salle                                 | La Guerche-sur-l'Aubois     |                                                                                   | privé                                                                                         |                             |              |
|                                                     | Château de Sancerre                                 | Sancerre                    | Inscrit MH (1927) · Notice no PA00096902                                          | privé, visites                                                                                | 47° 19′ 52″ N, 2° 50′ 27″ E |              |
|                                                     | Château de Santranges                               | Santranges                  |                                                                                   | privé                                                                                         |                             |              |
|                                                     | Château de Saragosse                                | Limeux                      | Inscrit MH (1997) · Notice no PA18000006                                          | privé                                                                                         | 47° 04′ 34″ N, 2° 06′ 24″ E |              |
|                                                     | Château de Sarré                                    | Sancergues                  |                                                                                   | privé                                                                                         |                             |              |
|                                                     | Château de Savoye                                   | Villabon                    | Inscrit MH (1997) · Notice no PA18000009                                          | privé                                                                                         |                             |              |
|                                                     | Château de Séry                                     | Rians                       |                                                                                   | , privé                                                                                       |                             |              |
|                                                     | Châteaux de Simouët                                 | Ménétréol-sur-Sauldre       |                                                                                   | privé                                                                                         |                             |              |
|                                                     | Château de Singleton                                | Lantan                      |                                                                                   | privé                                                                                         |                             |              |
|                                                     | Château des Sizières                                | Marçais                     |                                                                                   | , privé                                                                                       |                             |              |
|                                                     | Château du Sollier                                  | Le Subdray                  |                                                                                   | privé                                                                                         |                             |              |
|                                                     | Château de Sommerère                                | Presly                      |                                                                                   | privé                                                                                         |                             |              |
|                                                     | Château de Soulangy                                 | Levet                       |                                                                                   | privé                                                                                         |                             |              |
|                                                     | Château de Souligny                                 | Saint-Vitte                 |                                                                                   | privé                                                                                         |                             |              |
|                                                     | Château de Soupize                                  | Vornay                      |                                                                                   | privé                                                                                         |                             |              |
|                                                     | Château de Soutrin                                  | Avord                       |                                                                                   | privé                                                                                         |                             |              |
|                                                     | Château de Soye                                     | Soye-en-Septaine            |                                                                                   | privé                                                                                         |                             |              |
|                                                     | Château des Stuarts                                 | Aubigny-sur-Nère            | Classé MH (1862) · Notice no PA00096633                                           | commune d'Aubigny-sur-Nère, visites                                                           | 47° 29′ 20″ N, 2° 26′ 28″ E |              |
|                                                     | Château de Sury-en-Vaux                             | Sury-en-Vaux                |                                                                                   | privé                                                                                         |                             |              |
|                                                     | Château de la Talle                                 | Sainte-Montaine             |                                                                                   | privé                                                                                         |                             |              |
|                                                     | Château des Templiers                               | Cornusse                    |                                                                                   | privé                                                                                         |                             |              |
|                                                     | Château de Terland                                  | Dun-sur-Auron               | Notice no IA00120856                                                              | privé                                                                                         |                             |              |
|                                                     | Château de Thauvenay                                | Thauvenay                   |                                                                                   | , privé, domaine viticole                                                                     | 47° 18′ 31″ N, 2° 51′ 47″ E |              |
|                                                     | Château des Thourys                                 | Ennordres                   |                                                                                   | privé                                                                                         |                             |              |
|                                                     | Château des Thureaux                                | Preuilly                    |                                                                                   | privé                                                                                         |                             |              |
|                                                     | Château de Torchefoulon                             | Verneuil                    |                                                                                   | , privé                                                                                       |                             |              |
|                                                     | Château de la Touratte                              | Arcomps                     |                                                                                   | privé                                                                                         | 46° 40′ 11″ N, 2° 26′ 35″ E |              |
|                                                     | Château des Trois Brioux                            | Charentonnay                |                                                                                   | privé                                                                                         |                             |              |
|                                                     | Château de la Tuilerie                              | Argent-sur-Sauldre          |                                                                                   | privé                                                                                         |                             |              |
|                                                     | Château des Tureaux                                 | Méry-ès-Bois                |                                                                                   | privé                                                                                         |                             |              |
|                                                     | Château de Turly                                    | Saint-Michel-de-Volangis    | Inscrit MH (2006, 2020) · Notice no PA18000038                                    | privé                                                                                         | 47° 07′ 25″ N, 2° 28′ 29″ E |              |
|                                                     | Château de Vailly-sur-Sauldre                       | Vailly-sur-Sauldre          |                                                                                   | , privé                                                                                       |                             |              |
|                                                     | Château de la Vallée                                | Assigny                     | Inscrit MH (1971) · Notice no PA00096632                                          | privé, hébergement touristique                                                                | 47° 25′ 21″ N, 2° 44′ 54″ E |              |
|                                                     | Château de Vallenay                                 | Vallenay                    |                                                                                   | privé                                                                                         |                             |              |
|                                                     | Château des Varennes                                | Nançay                      |                                                                                   | privé                                                                                         |                             |              |
|                                                     | Maison de Varennes                                  | Montlouis                   | Inscrit MH (1994) · Notice no PA00132555                                          | privé, hébergement touristique                                                                |                             |              |
|                                                     | Château de Varye                                    | Saint-Doulchard             |                                                                                   | , commune de Saint-Doulchard, lieu culturel                                                   |                             |              |
|                                                     | Château des Vaslins                                 | Venesmes                    |                                                                                   | , privé                                                                                       |                             |              |
|                                                     | Château de Vaufreland                               | Vinon                       |                                                                                   | , privé                                                                                       |                             |              |
|                                                     | Château de Vauvredon                                | Crézancy-en-Sancerre        |                                                                                   | , privé, hébergement touristique                                                              |                             |              |
|                                                     | Château de Vauvrille                                | Garigny                     |                                                                                   | privé                                                                                         |                             |              |
|                                                     | Château du Vernay                                   | Saint-Éloy-de-Gy            |                                                                                   | privé                                                                                         |                             |              |
|                                                     | Château du Vernet                                   | Santranges                  |                                                                                   | privé                                                                                         |                             |              |
|                                                     | Château de La Verrerie                              | Oizon                       | Inscrit MH (1926) · Classé MH (1987) · Notice no PA00096862                       | privé, visites                                                                                | 47° 25′ 23″ N, 2° 31′ 20″ E |              |
|                                                     | Château de Verrières                                | Nérondes                    |                                                                                   | privé                                                                                         |                             |              |
|                                                     | Château Vert                                        | Marseilles-lès-Aubigny      |                                                                                   | privé, hébergement touristique                                                                |                             |              |
|                                                     | Château de Vesvre                                   | Augy-sur-Aubois             |                                                                                   | privé                                                                                         |                             |              |
|                                                     | Château du Veuillin                                 | Apremont-sur-Allier         | Inscrit MH (2014) · Notice no PA18000060                                          | privé                                                                                         | 46° 56′ 01″ N, 3° 03′ 26″ E |              |
|                                                     | Château de la Vèvre                                 | Bussy                       |                                                                                   | privé                                                                                         |                             |              |
|                                                     | Ensemble castral de Vèvre                           | Neuvy-Deux-Clochers         | Inscrit MH (1991) · Classé MH (2008) · Notice no PA00096855                       | commune de Neuvy-Deux-Clochers, visites                                                       | 47° 17′ 16″ N, 2° 43′ 24″ E |              |
|                                                     | Château de la Vieille Forêt                         | Le Châtelet                 |                                                                                   | privé                                                                                         |                             |              |
|                                                     | Château de Vierzon                                  | Vierzon                     |                                                                                   | commune de Vierzon                                                                            |                             |              |
|                                                     | Château de Vieux Nancay                             | Nançay                      |                                                                                   | privé                                                                                         |                             |              |
|                                                     | Château de la Vignette                              | Vailly-sur-Sauldre          |                                                                                   | privé                                                                                         |                             |              |
|                                                     | Château de Vilaine                                  | Charly                      |                                                                                   | privé                                                                                         |                             |              |
|                                                     | Château de Villaine                                 | Saint-Denis-de-Palin        |                                                                                   | privé                                                                                         |                             |              |
|                                                     | Château de Villattes                                | Léré                        | Classé MH (1922) · Inscrit MH (2000) · Notice no PA00096823                       | privé                                                                                         | 47° 27′ 47″ N, 2° 51′ 21″ E |              |
|                                                     | Château de Villecomte                               | Sainte-Solange              |                                                                                   | , privé, hébergement touristique                                                              |                             |              |
|                                                     | Château de Villegenon                               | Villegenon                  |                                                                                   | privé                                                                                         |                             |              |
|                                                     | Château de Villemenard                              | Saint-Germain-du-Puy        |                                                                                   | , privé, réceptions                                                                           |                             |              |
|                                                     | Château de Villemenard                              | Vignoux-sur-Barangeon       |                                                                                   | privé                                                                                         |                             |              |
|                                                     | Château de Villeneuve-sur-Cher                      | Villeneuve-sur-Cher         |                                                                                   | , privé                                                                                       |                             |              |
|                                                     | Château de Villequiers                              | Villequiers                 |                                                                                   | , privé                                                                                       |                             |              |
|                                                     | Château de Villiers                                 | Chassy                      | Inscrit MH (1981) · Notice no PA00096763                                          | privé                                                                                         |                             |              |
|                                                     | Château de Villiers                                 | Montlouis                   |                                                                                   | privé                                                                                         |                             |              |
|                                                     | Château de Vinon                                    | Vinon                       |                                                                                   | privé                                                                                         |                             |              |
|                                                     | Château de Voisine                                  | Nançay                      |                                                                                   | privé                                                                                         |                             |              |
|                                                     | Château de Vouzay                                   | Bourges                     |                                                                                   | département du Cher, institut médico-éducatif                                                 | 47° 05′ 08″ N, 2° 21′ 30″ E |              |
|                                                     | Château de Vouzeron                                 | Vouzeron                    | Inscrit MH (1995) · Notice no PA00135287                                          | privé                                                                                         | 47° 15′ 17″ N, 2° 14′ 10″ E |              |
|                                                     | Château d'Yssertieux                                | Chalivoy-Milon              | Classé MH (1967) · Inscrit MH (1967) · Notice no PA00096754                       | privé                                                                                         | 46° 50′ 38″ N, 2° 43′ 03″ E |              |